# Islandia en el Festival de la Canción de Eurovisión 2000
Islandia participó en el Festival de la Canción de Eurovisión 2000 en Estocolmo, Suecia, con la canción "Tell Me!", interpretada por August & Telma, compuesta por Örlygur Smári y escrita por Sigurður Örn Jónsson. Los representantes islandeses fueron escogidos por medio del Söngvakeppni Sjónvarpsins 2000, organizado por la RÚV. Islandia obtuvo el 12.º puesto el 13 de mayo de 2000.

## Antecedentes
Antes de la edición de 2000, contando desde su debut en 1986, Islandia había participado en el Festival de la Canción de Eurovisión trece veces. En 1999, Islandia fue representada por Selma con la canción "All Out of Luck", obteniendo el 2.º puesto de 23 participantes, siendo esta la mejor posición alcanzada por Islandia en el concurso hasta este punto.
La radioemisora nacional islandesa, Ríkisútvarpið (RÚV), transmite el evento dentro de Islandia y organiza el proceso de selección del representante del país. Para esto último, ha utilizado tanto elecciones internas como la realización de una final nacional. Entre 1995 y 1999, Islandia utilizó la elección interna.

## Antes de Eurovisión
"Tell Me!" fue escogida como la entrada islandesa en la final nacional Söngvakeppni Sjónvarpsins el 26 de febrero.

### Participantes
| Artista                                   | Canción      | Traducción           | Compositor/es     | Compositor/es        |
| Artista                                   | Canción      | Traducción           | Música            | Letra                |
| ----------------------------------------- | ------------ | -------------------- | ----------------- | -------------------- |
| Einar Ágúst Víðisson & Telma Ágústsdóttir | Hvert sem er | "Cualquier lugar"    | Örlygur Smári     | Sigurður Örn Jónsson |
| Gúðrun Gunnarsdóttir                      | Barnagæla    | "Rima infantil"      | Valgeir Skagfjörð | Valgeir Skagfjörð    |
| Halla Vilhjálmsdóttir                     | Sta sta stam | "Tar tar tartamudeo" | Sverrir Stormsker | Sverrir Stormsker    |
| Örlygur Smári                             | Segðu mér    | "Dime"               | Örlygur Smári     | Sigurður Örn Jónsson |
| Páll Rósinkranz                           | Söknuður     | "Nostalgia"          | Valgeir Skagfjörð | Valgeir Skagfjörð    |

### Final
La final nacional fue realizada en los estudios de la radioemisora RÚV, en Reykjavík, presentado por Hjálmar Hjálmarsson y Hera Björk Þórhallsdóttir.  Cinco canciones participaron, con el ganador siendo escogido por televoto.  La canción ganadora fue presentada en islandés como "Hvert sem er".
| # | Artista                                   | Canción        | Televoto | Puesto |
| - | ----------------------------------------- | -------------- | -------- | ------ |
| 1 | Halla Vilhjálmsdóttir                     | "Sta sta stam" | 1,216    | 3      |
| 2 | Örlygur Smári                             | "Segðu mér"    | 411      | 4      |
| 3 | Gúðrun Gunnarsdóttir                      | "Barnagæla"    | 183      | 5      |
| 4 | Einar Ágúst Víðisson & Telma Ágústsdóttir | "Hvert sem er" | 4,318    | 1      |
| 5 | Páll Rósinkranz                           | "Söknuður"     | 1,358    | 2      |

## En Eurovisión

### Presentación y Resultados
Para Eurovisión, la canción seleccionada fue versionada al inglés como "Tell Me!". A August y Telma los acompañaron cuatro coristas: Eyjólfur Kristjánsson, Guðbjörg Magnúsdóttir, Hulda Gestsdóttir y Pétur Örn Guðmundsson. Actuaron 12.º en el orden de presentación, después de Chipre y antes de España. Al fin de las votaciones, la canción había recibido 45 puntos (incluyendo un máximo 12 de Dinamarca), colocando a Islandia 12.º de los 24 participantes. Los 12 puntos del televoto islandés fueron otorgados a los ganadores, Dinamarca.
El comentarista de la transmisión del Festival por la Sjónvarpið fue Gísli Marteinn Baldursson. La portavoz de los votos de Islandia en la final fue Ragnheiður Elín Clausen.

### Puntos otorgados a Islandia
| Final       | Final     | Final    | Final               | Final     |
| 12 puntos   | 10 puntos | 8 puntos | 7 puntos            | 6 puntos  |
| ----------- | --------- | -------- | ------------------- | --------- |
| - Dinamarca |           | - Suecia | - Letonia - Noruega | - Estonia |
| 5 puntos    | 4 puntos  | 3 puntos | 2 puntos            | 1 punto   |
| - Israel    |           |          |                     |           |

### Puntos otorgados por Islandia
| Final     | Final        |
| --------- | ------------ |
| 12 puntos | Dinamarca    |
| 10 puntos | Letonia      |
| 8 puntos  | Rusia        |
| 7 puntos  | Noruega      |
| 6 puntos  | Alemania     |
| 5 puntos  | Estonia      |
| 4 puntos  | Suecia       |
| 3 puntos  | Austria      |
| 2 puntos  | Irlanda      |
| 1 punto   | Países Bajos |